# زندگی کنیم تا وقتی که جوونیم
«زندگی کنیم تا وقتی که جوونیم» تک‌آهنگی از وان دایرکشن است که در سال ۲۰۱۲ میلادی منتشر شد. این تک‌آهنگ در آلبوم مرا به خانه ببر (آلبوم وان دایرکشن) قرار داشت.
این تک‌آهنگ در چارت‌های ایرلند، نیوزلند در رتبه اول و در چارت‌های کانادا، اسکاتلند، استرالیا، اسپانیا، دانمارک، فلاندرز، سوئیس، اتریش، بریتانیا، جزو ده ترانه اول قرار گرفت.